# (8241) Agrios
(8241) Agrios, désignation internationale (8241) Agrius, est un astéroïde troyen jovien.

## Description
(8241) Agrios est un astéroïde troyen jovien, camp grec, c'est-à-dire situé au point de Lagrange L4 du système Soleil-Jupiter. Il présente une orbite caractérisée par un demi-grand axe de 5,140 UA, une excentricité de 0,043 et une inclinaison de 4,3° par rapport à l'écliptique.
Il est nommé en référence au personnage de la mythologie grecque Agrios fils de Porthaon, acteur du conflit légendaire de la guerre de Troie.

## Compléments